# Hrabstwo Petroleum
Hrabstwo Petroleum (ang. Petroleum County) – hrabstwo w stanie Montana w Stanach Zjednoczonych. Według szacunków United States Census Bureau w roku 2023 miało 554 mieszkańców. Z gęstością zaludnienia 0,13 os./km², jest drugim (po hrabstwie Garfield) najsłabiej zaludnionym hrabstwem Montany i należy do dwudziestu najsłabiej zaludnionych hrabstw USA. Jego siedzibą jest Winnett. Ponad jedną trzecią mieszkańców stanowią osoby pochodzenia niemieckiego. 
Hrabstwo powstało w 1926 roku.

## Miasta
- Winnett

## Sąsiednie hrabstwa
- Hrabstwo Phillips – północ
- Hrabstwo Garfield – wschód
- Hrabstwo Rosebud – południowy wschód
- Hrabstwo Musselshell – południe
- Hrabstwo Fergus – zachód